# Буруни
Буруни (мальд. ބުރުނީ) — один из островов атолла Тхаа (Мальдивская Республика), имеющих постоянное местное население. 

## Географическое положение
Остров Буруни — один из 66 островов атолла Тхаа, находящегося в акватории Лаккадивского моря. Буруни расположен на расстоянии приблизительно 186 километров к юго-юго-западу (SSW) от Мале, столицы страны.

## Население
По данным переписи 2006 года численность населения Буруни составляла 1130 человек, из которых мужчины составляли 48,84 %, женщины — соответственно 51,15 %.
Население города по возрастному диапазону по данным переписи 2006 года распределилось следующим образом: 44,69 % — жители младше 18 лет, 14,07 % — между 19 и 25 годами, 35,57 % — от 26 до 64 лет, 5,66 % — в возрасте 65 лет и старше. Уровень грамотности населения составлял 98, 93 %.

## Транспорт
Ближайший аэропорт — внутренний аэропорт Тхимарафуши.